# Merle-Faktor

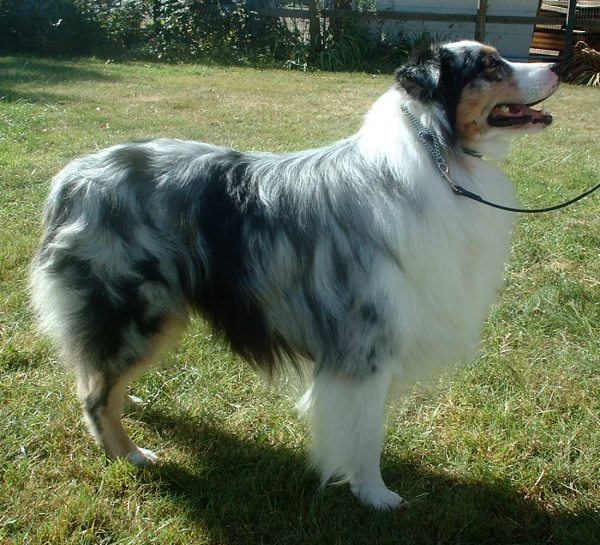
Australian Shepherd mit Blue-Merle-Färbung

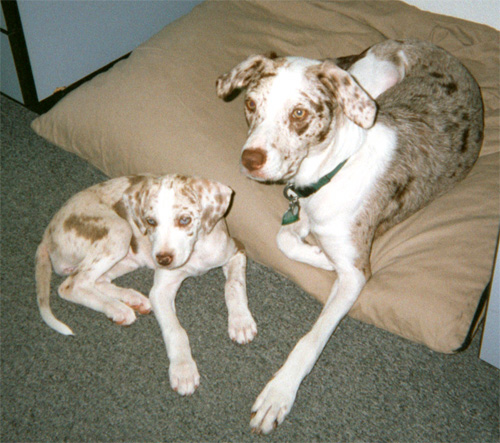
Louisiana Catahoula Leopard Dog der Farbe Red Merle

Der so genannte Merle-Faktor (kurz: Merle) ist eine der vielen verschiedenen Farbvariationen des Fells bei Hunden und besonders in der Colliezucht stark verbreitet. Die Grundfarbe des Felles ist bei Merles stellenweise aufgehellt in der Weise, dass unregelmäßige, zerrissen wirkende Flecken in der Grundfarbe auf einem aufgehellten Grund zu sehen sind.

## Genetik
Der Merle-Faktor ist auf das Merle-Gen im Erbgut des Hundes zurückzuführen. Es ist eine Mutation des Silver-Locus-Gens (Pmel17), das sich beim Haushund auf Chromosom CFA10 befindet.
Das Merle-Gen hellt nur Eumelanin auf, während es Fellbereiche, in denen ausschließlich Phäomelanin vorkommt, unverändert lässt.
Wenn ein heterozygotes Allel des Merle-Gens vorliegt, wird der Merle-Faktor statistisch gesehen zu 50 % exprimiert und es sind andersfarbige Welpen zu erwarten. In der Praxis sind normalerweise unter 50 % Merle-Welpen. Bei einem homozygoten Allel liegt eine volle Mutation des Gens vor und kann sich in einem krankhaften Phänotypen äußern.

## Aussehen

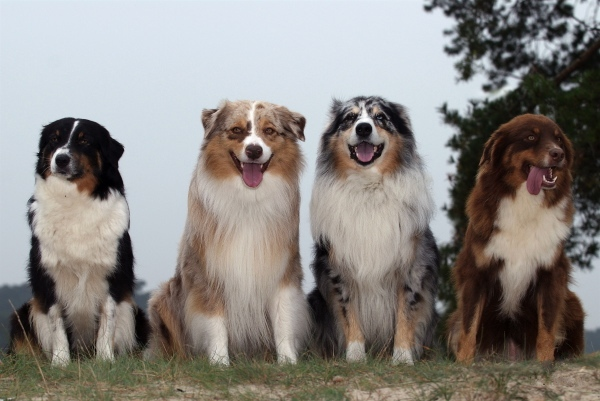
Auswirkung des Merle-Gens auf Eu- und Phäomelanin:
Von links nach rechts: 1. Schwarz Rot und Weiß ohne Merle-Gen; 2. Braun, Rot und Weiß mit Merle-Gen, 3. Schwarz, Rot und Weiß mit Merle-Gen, 4. Braun, Rot und Weiß ohne Merle-Gen.
Die durch Phäomelanin verursachten hellbraunen („roten“) Abzeichen um das Maul und an den Beinen werden durch das Merle-Gen nicht beeinflusst, während die durch Eumelanin verursachten schwarzen oder dunkelbraunen Bereiche bei den Merlehunden unregelmäßig aufgehellt sind. Die reinweißen Flecken unter dem Bauch, die Blesse im Gesicht und die weißen Füße gehen auf ein anderes Scheckungsgen zurück.

Eumelanin verursacht die schwarze Fellfarbe. Durch eine Mutation des Braun-Locus entsteht ein unvollständiger okulokutaner Albinismus Typ 3 (OCA3). Dadurch werden Fellbereiche, in denen ausschließlich Eumelanin produziert wird, zu Braun oder Grau (silbergrau) aufgehellt.
Die auf Eumelanin beruhenden Farben wie Schwarz und Braun können durch das Merle-Gen aufgehellt werden. In den so gefärbten Bereichen oder einzelnen schwarzen oder braunen Haaren entstehen aufgehellte Abzeichen. Sie können als große Flecken oder als feine Sprenkelung vorkommen. Manchmal wird das Schwarz auch zu einem Grau aufgehellt, das von einem dunklen Graublau über rosastichig bis hin zu einem zarten Hellgrau variieren kann. Entsprechend kann das durch den Braun-Locus entstandene Braun zu helleren Brauntönen aufgehellt werden.
Die Augen können einfarbig braun, einfarbig blau, oder gemischtfarbig sein – wobei es Hunde gibt, die ein blaues und ein braunes Auge haben, als auch solche, die beide Farben in einem Auge vereinen.
Das rezessive „Allel e“ (englisch recessive yellow) des Extension-Locus bewirkt bei homozygotem Vorliegen („ee“), dass ein Hund am gesamten Körper nur das gelb oder rötlich-braun aussehende Phäomelanin produziert und deshalb einfarbig rotbraun bis goldfarben ist. Da das Merle-Gen das Phäomelanin nicht beeinflussen kann, zeigen Hunde mit dieser braunen Färbung an keiner Stelle des Körpers die typische Merle-Zeichnung. In Rassen mit Vorkommen von Merle ist deshalb bei Tieren dieser Farbe Vorsicht geboten, da man sonst unwissentlich zwei Träger der Merle-Gens miteinander verpaaren könnte. Durch Phäomelanin braun gefärbte Fellbereiche bei anderen Fellzeichnungen, wie der Brand bei Hunden mit roter Zeichnung in Gesicht und an Beinen oder wie die hellen Haare im Fell der geflammten Hunde, werden ebenfalls nicht durch das Merle-Gen aufgehellt.

## Gesundheitliche Auswirkungen der homozygoten Form

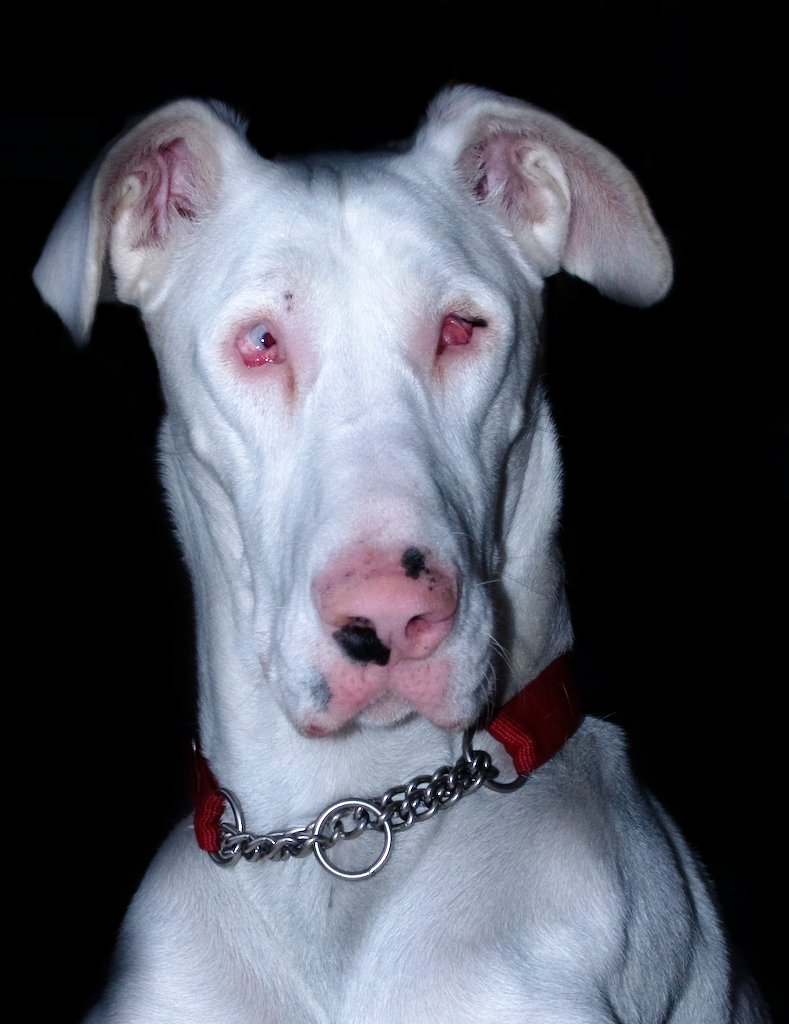
Deutsche Dogge, die reinerbig für das Merle-Gen ist und dadurch eine Fehlbildung der Augen aufweist.

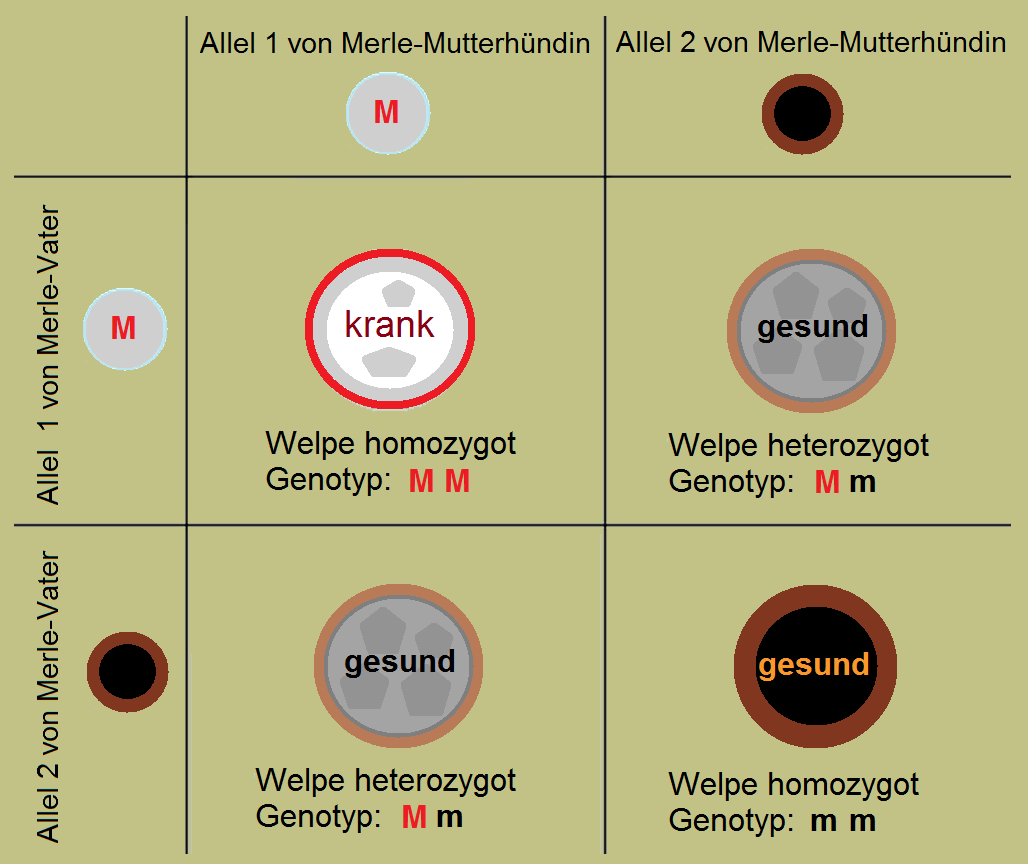
Erbschema der streng verbotenen Verpaarung: M=Merle-Faktor vorhanden m=Merle-Faktor nicht vorhanden.

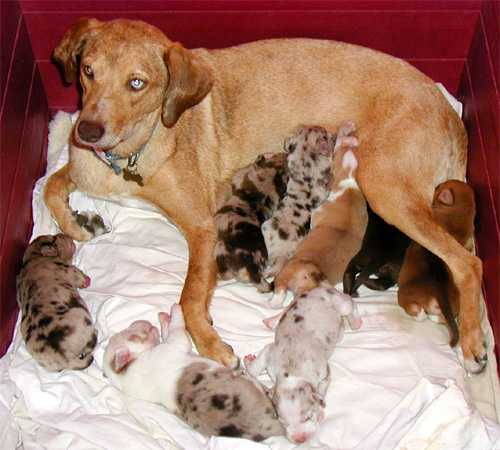
Hündin mit Merle-Gen bei Fellfarbe Genotyp „ee“ hat Welpen von einem Merle-Rüden. Ein Teil der Welpen kann Hör- und/oder Sehbeeinträchtigungen haben.

Das Merle-Gen wird intermediär vererbt. Hunde, die das Gen nur einmal aufweisen, also heterozygot sind, sind meist gesund. Das Merle-Gen führt neben einem größeren Weißanteil im Fell in einigen Fällen zu Fehlbildungen des Innenohrs mit Taubheit. Bei reinerbigen (homozygoten) Tieren sind 10 % einseitig und 15 % auf beiden Ohren taub. Von den mischerbigen Tieren sind 2,7 % einseitig, 0,9 % vollständig taub. Vor allem bei homozygoten Tieren können auch Fehlbildungen der Augen auftreten. Betroffene Tiere können in der Entwicklung hinter Wurfgeschwistern zurückbleiben, verminderte Lebensfreude zeigen und sterben manchmal vor der Geschlechtsreife.
Aus Tierschutzgründen wird daher die Verpaarung zweier Träger des Merle-Faktors nicht empfohlen. Die gezielte Zucht mit einem Gendefekt aus rein ästhetischen Beweggründen ist stark umstritten. Im „Gutachten zur Auslegung von §11 des Tierschutzgesetzes (Verbot von Qualzuchten)“ (BMELV) wird generell die Empfehlung ausgesprochen, auf die Zucht mit dem Merle-Gen zu verzichten. (Tierschutzgesetz § 11 Abs. 1: „Es ist verboten, Wirbeltiere zu züchten, wenn damit gerechnet werden muss, dass bei der Nachzucht oder deren Nachkommen erblich bedingt Körperteile oder Organe für den artgemäßen Gebrauch fehlen oder untauglich sind ... und hierdurch Schmerzen, Leiden oder Schäden auftreten“.)

## Rassen
Merle kommt bei Deutschen Doggen und Dackeln der Farbe „Tiger“, Collies, Shelties und anderen mit der Farb-Bezeichnung Blue Merle, Corgies, Foxhoundschläge, Catahoula Leopard Dog, Dunkerhunden, einigen Hütehundeschlägen wie Mudi, Bergamasker Hirtenhund, Border Collies, Bobtails, American Bully, Australian Shepherds und Farbschlägen des Altdeutschen Hütehundes, dem Beauceron, dem Chihuahua, dem Prager Rattler
und dem Jack Russell Terrier vor sowie auch bei von der FCI nicht anerkannten Züchtungen anderer Rassen.

## Merle-Allele
Seitdem 2006 das für Merle verantwortliche Gen im Genom lokalisiert werden konnte, kann das Vorliegen des Merle-Gens durch DNA-Analyse nachgewiesen werden. 2018 wurden insgesamt sieben unterschiedliche Allele des Merle-Gens identifiziert. Die Allele differenzieren sich anhand der Länge des Poly-(A)-Schwanzes, die in der Anzahl der Basenpaare (bp) gemessen wird. Gleichzeitig wurden die phänotypischen Auswirkungen der jeweiligen Allele auf die Fellfarbe, die mit den jeweiligen Allelen einhergehen, beschrieben:
| Allel | Länge [bp] | Benennung                  | Auswirkungen auf die Fellfarbe (in Kombination mit dem Allel m)                                                  |
| m     | 171        | Wildtyp-Allel / kein Merle | Kein Merle-Muster, einfarbiges Fell                                                                              |
| Mc    | 200–230    | Kryptisches Merle          | Kein Merle-Muster, einfarbiges Fell                                                                              |
| Mc+   | 231–246    | Kryptisches Merle plus     | Kein Merle-Muster, einfarbiges Fell                                                                              |
| Ma    | 247–254    | Atypisches Merle           | Kein Merle-Muster, teilweise aufgehellter bis bräunlicher Farbton                                                |
| Ma+   | 255–264    | Atypisches Merle plus      | Merle-Muster abgeschwächt, gedämpfter, undefinierter, verdünnt-bräunlicher Farbton möglich                       |
| M     | 265–268    | Merle                      | Klassisches-/Standard Merle-Muster                                                                               |
| Mh    | 269–280    | Harlekin Merle             | Phänotypen wie klassisches Merle, Herding Merle, Tweed, Minimal Merle möglich, Pigmentaufhellung zu Weiß möglich |

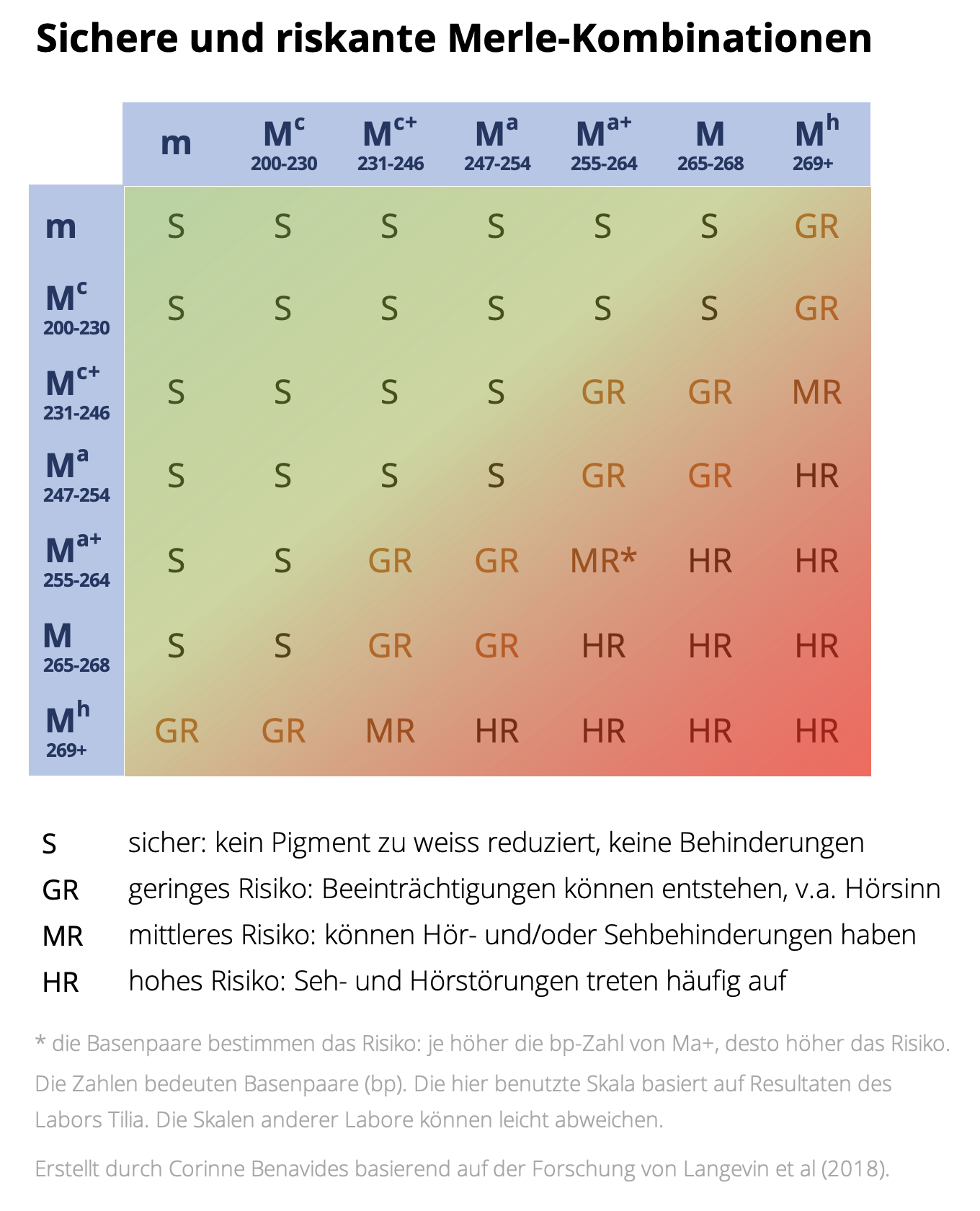
Risiko für Hör- und Sehbeeinträchtigungen bei den verschiedenen Merle-Allelkombinationen

Wichtig zur Risikoprognose möglicher Hör- und Sehbeeinträchtigungen durch das Merle-Gen sind vor allem die Kenntnis der Phänotypen der Merle-Allelkombinationen. Sobald Pigment zu Weiß reduziert werden kann, sind zunächst eher Hörbeeinträchtigungen möglich, bei längeren Merle-Allelkombinationen auch Sehbeeinträchtigungen. Weißtiger (Doppel-Merle) mit viel Weiß entstehen eher bei Merle-Allelkombinationen wie Ma/Mh, Ma+/M, Ma+/Mh, M/M, Mh/Mh, wobei nicht jeder Weißtiger Hör- und Sehbeeinträchtigungen haben muss. Für die genauen Angaben zur Risikohäufigkeit fehlen leider noch Studiendaten.
Durch Merle-Testung aller Hunde, die in die Auswahl der geeigneten Zuchtpartner eingeht, lassen sich Hör- und/oder Sehbeeinträchtigungen durch Merle weitestgehend ausschließen.